# Siège d'Arcate
Deuxième guerre carnatique
Batailles
- Ambour
- Tanjore
- Trichinopoly
- Arcate
- Arni
- Srirangam
- Roc-d'Or

Le siège d'Arcate se déroula du 4 octobre au 26 novembre 1751, entre la Compagnie anglaise des Indes orientales et la Compagnie des Indes orientales française dirigées respectivement par Robert Clive et Joseph François Dupleix. Ce siège faisait partie intégrante de la guerre carnatique, qui se joua peu avant et parallèlement à la guerre de Sept Ans.